# Andrejs Piedels
Andrejs Piedels, né le 17 septembre 1970 à Jēkabpils, est un footballeur international letton. Il évolue au poste de gardien de but. 

## Biographie

### En sélection
Il participe à l'Euro 2004 avec l'équipe de Lettonie, où il est le remplaçant d'Aleksandrs Kolinko.

## Carrière

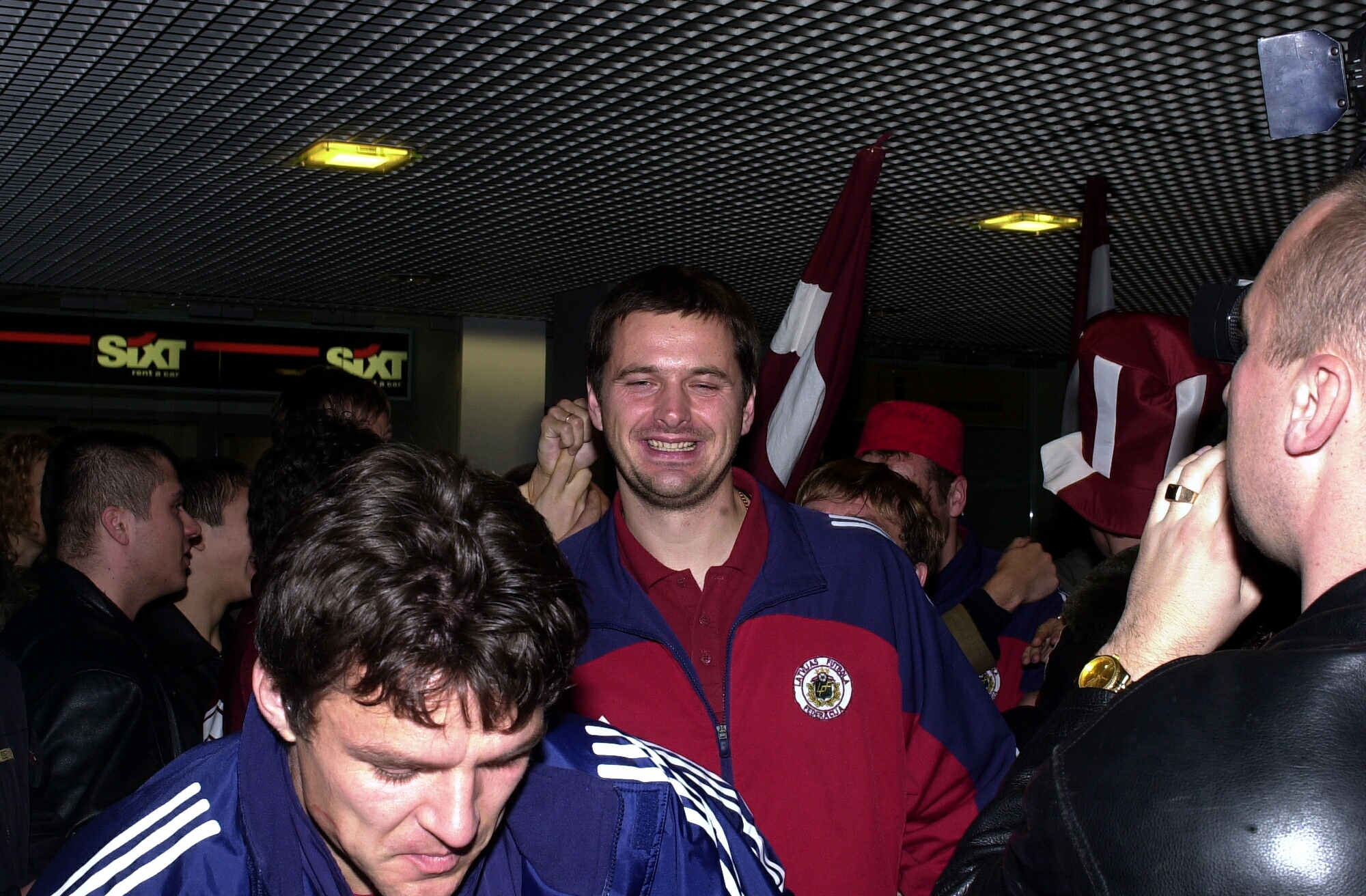
Andrejs Piedels de retour d'Istanbul après le match nul historique contre la Turquie (2-2), le 19 novembre 2003, qui qualifie les Lettons pour l'Euro 2004.

- 1992-1993 : Padaugarva Riga  Lettonie
- 1994 : DAG Riga  Lettonie
- 1995 : Amstrig Riga  Lettonie
- 1996 : Daugava Riga  Lettonie
- 1997 : Daugava Riga  Lettonie
- 1998 : Skonto Riga  Lettonie
- 1999 : Skonto Riga  Lettonie
- 2000 : Skonto Riga  Lettonie
- 2001 : Skonto Riga  Lettonie
- 2002 : Skonto Riga  Lettonie
- 2003 : Skonto Riga  Lettonie
- 2004 : Skonto Riga  Lettonie
- 2005 : Skonto Riga  Lettonie
- 2006 : Skonto Riga  Lettonie
- 2007 : Skonto Riga  Lettonie
- 2008 : Skonto Riga  Lettonie

## Sélections
- 14 sélections et 0 but avec la  Lettonie de 1998 à 2005[1].

## Palmarès
- Champion de Lettonie en 1998, 1999, 2000, 2001, 2002, 2003 et 2004 avec le Skonto Riga
- Vainqueur de la Coupe de Lettonie en 1998, 2000, 2001 et 2002 avec le Skonto Riga